# Marcos de Araújo Costa
Marcos de Araújo Costa (Paulistana, 1778 — Padre Marcos, 1850) foi padre, educador e político brasileiro. Foi Presidente do Conselho Geral e vice-presidente da Província do Piauí. Exerceu também o cargo de deputado provincial do Piauí (1835-1837).

## Dados biográficos
Filho de dona Maria Rodrigues de Santana e do ouvidor-geral Marcos Francisco de Araújo Costa, Padre Marcos nasceu na casa de seus avós maternos, no arraial de Paulistas, antiga povoação de Paulista, atualmente cidade de Paulistana.
Estudou no Seminário de Olinda e foi aluno do padre e educador republicano e nacionalista Padre João Ribeiro e também de José Joaquim da Cunha Azeredo Coutinho, este fundador do Seminário de Olinda juntamente com 33 seminaristas, incluindo Padre Marcos, aquele, participante da Revolução Pernambucana de 1817. E, na segunda metade do curso, transferiu-se para o Seminário Maior de Coimbra, onde ordenou-se em 1805, aos 27 anos de idade.
Foi sacerdote em Recife (1805 a 1811), no interior do Rio Grande do Norte (1811 a 1813) e, no período de 1813 a 1820, assumiu a paróquia de N. Sra. da Vitória, em Oeiras.
Padre Marcos de Araújo Cosa faleceu no dia 4 de novembro de 1850, na fazenda de Boa Esperança, vila de Jaicós, atualmente município de Padre Marcos, quando ainda exercia a função de vice-presidente da Província do Piauí.

## Atuação política
Padre Marcos foi eleito para o primeiro quadriênio do Conselho de Governo da Província do Piauí (1825 – 1829) e reeleito para o segundo quadriênio (1829 – 1833). Assumiu concomitantemente a vice-presidência do conselho e da província.
Exerceu o cargo de primeiro vice-presidente da Província do Piauí nos governos de Manoel de Sousa Martins, que era seu primo legítimo, Anselmo Francisco Peretti, Inácio Francisco Silveira da Mota e José Antônio Saraiva.
Como membro do Conselho de Governo da Província, Padre Marcos exerceu um papel relevante para elevação da antiga povoação de Jaicós, atualmente município de Jaicós, à condição de vila. Após a instalação da vila, em 21 de fevereiro de 1834, Padre Marcos elegeu-se vereador e presidente da Câmara de Jaicós e desempenhou essas funções por muitos anos (até 1848). Posteriormente, assumiu pela quarta vez a vice-presidência da província do Piauí.
Sua família próxima sempre teve uma atuação política relevante, no plano estadual e nacional, a partir da segunda metade do Século XVIII, a começar por seu avó materno, Valério Coelho Rodrigues, que ocupou os cargos reunidos de ouvidor-geral, provedor da real fazenda e dos defuntos e ausentes, capelas e resíduos da capitania, tendo sido indicado para mestre-de-campo do terço de infantaria auxiliar da guarnição do Piauí, no ano de 1771.
Seu pai, Marcos Francisco de Araújo Costa, foi membro da Junta Trina de Governos da Capitania do Piauí, nos anos de 1780 e de1784, na qualidade de ouvidor-geral.
Seus tios maternos, José Rodrigues Coelho e Lourenço Rodrigues Coelho, também foram membros da Junta Trina de Governos da Capitania do Piauí, nos anos de 1790 e de 1797, respectivamente, na qualidade de vereador mais velho da antiga capital Oeiras.
O Padre Marcos era primo legítimo de Manoel Rodrigues Coelho Filho, pai do jurista e político Antônio Coelho Rodrigues, que foi conselheiro do Império, deputado geral (1869-1872 e 1878-1886), senador do Brasil (1893-1896) e prefeito do então Distrito Federal (1900), na Primeira República Brasileira.
Seu irmão, Tenente-Coronel Inácio Francisco de Araújo Costa, também foi membro Conselho de Governo da Província do Piauí (1825-1828) e exerceu o cargo de presidente da província do Piauí (1828-1829). Posteriormente, foi deputado provincial do Piauí (1835-1837) e novamente entre 1842 e 1843.

## Educador Benemérito
Fundador da Escola Boa Esperança, em Jaicós, atualmente município de Padre Marcos, o educador benemérito Marcos de Araújo Costa é considerado o patrono da educação no Piauí, visto que de 1820 a 1850, na província do Piauí só funcionou sua escola.
| Alunos notáveis do Padre Marcos   | Profissão/Atuação |
| --------------------------------- | --- |
| Antônio de Sousa Martins          | Magistrado, foi procurador-geral da República e ministro do Supremo Tribunal Federal.                                                                                                   |
| Deolindo Mendes da Silva Moura    | Advogado e jornalista |
| Enéas José Nogueira               | Magistrado, foi promotor e juiz de Direito no Piauí |
| Firmino de Sousa Martins          | Magistrado e político, foi presidente da província do Piauí (1879-1881) e (1883 a 1889)                                                                                                 |
| Francisco de Sousa Martins        | Magistrado e político, foi presidente das províncias da Bahia, de 10 de dezembro de 1834 a 18 de abril de 1835, e do Ceará, de 3 de fevereiro a 9 de setembro de 1840.                  |
| Francisco José de Araújo Costa    | Coronel. Comendador da Ordem de Cristo. Vice-Presidente da Província Piauí (1878). |
| Jesuíno de Sousa Martins          | Bacharel em Direito (1844 - Olinda); Deputado Provincial em duas legislaturas (1846/1847, 1868/1869); Juiz em Teresina; Desembargador na Bahia.                                         |
| Padre Joaquim Damasceno Rodrigues | Sacerdote e Educador. Foi professor do Senador e Conselheiro Antônio Coelho Rodrigues, na infância, lecionando as primeiras lições de francês, latim e filosofia, em Paulistana, Piauí. |
| João de Sousa Martins             | Cônego. Vigário em Oeiras. Vigário Geral do Piauí. Deputado Provincial (1842/1843 - 1844/1845).                                                                                         |
| José Coelho Rodrigues             | Comendador. |

## Homenagem

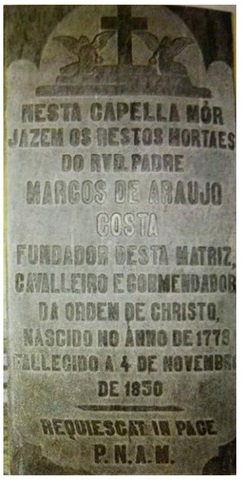
Lápide demarcando o local de sepultamento do Padre Marcos de Araújo Costa

O Padre Marcos de Araújo Costa, aproximadamente em 1820, instalou no interior de Jaicós a fazenda Boa Esperança e, nessa mesma localidade, construiu sua residência e fundou um colégio para educar pessoas de várias regiões do Piauí.
A Casa do Padre Marcos tornou-se um patrimônio histórico tombado pelo Fundação Cultural do Piauí (FUNDAC), por meio da Resolução de Tombamento nº 8.686, de 06 de julho de 1992, Livro do Tombo nº insc. 23, 15/09/1992. Nesse mesmo ano, a bicentenária Casa Grande foi demolida e sumia da paisagem a casa que muito contribuiu para a Educação do Estado do Piauí.
No dia 25 de março de 1849, o Padre Marcos recebeu do governo imperial a comenda de comendador da ordem de Cristo.
O estado do Piauí homenageou esse importante padre, educador e político, colocando o seu nome no município Padre Marcos (lei estadual nº 2566, de 20-01-1964).

## Raízes genealógicas

### Ascendência paterna
Seu pai, Marcos Francisco de Araújo Costa, um homem culto e letrado, foi membro da Junta Trina de Governos da Capitania do Piauí, nos anos de 1780 e 1784, na qualidade de ouvidor-geral, e recebeu também a comenda da ordem de Cristo.
Padre Marcos fazia parte da tradicional família piauiense Araújo Costa. Era neto paterno do capitão João Francisco de Paiva e de sua esposa, Antônia do Espírito Santo (irmã do padre Domingos de Araújo Costa).

### Ascendência materna
Era trineto do casal José Vieira de Carvalho e Maria Freire da Silva, por parte do seu bisavô Hilário Vieira de Carvalho (primeiro do nome), e trineto do casal Manoel do Rego Monteiro e Maria da Encarnação, por parte da sua bisavó Maria do Rego Monteiro.
Padre Marcos fazia parte da tradicional família piauiense Coelho Rodrigues, com raízes genealógicas na Freguesia de Paço de Sousa, no Distrito do Porto, em Portugal, visto que era filho de dona Maria Rodrigues de Santana e neto materno de Dona Domiciana Vieira de Carvalho e Dom Valério Coelho Rodrigues.
|  |  |  |  |                                  |                                  | Valério Coelho Rodrigues         | Valério Coelho Rodrigues         | Valério Coelho Rodrigues         | Valério Coelho Rodrigues         | Valério Coelho Rodrigues | Valério Coelho Rodrigues |                            |                            |                            |                            |                            |                            | Domiciana Vieira de Carvalho | Domiciana Vieira de Carvalho | Domiciana Vieira de Carvalho | Domiciana Vieira de Carvalho | Domiciana Vieira de Carvalho | Domiciana Vieira de Carvalho |               |               |
|  |  |  |  |                                  |                                  | Valério Coelho Rodrigues         | Valério Coelho Rodrigues         | Valério Coelho Rodrigues         | Valério Coelho Rodrigues         | Valério Coelho Rodrigues | Valério Coelho Rodrigues |                            |                            |                            |                            |                            |                            | Domiciana Vieira de Carvalho | Domiciana Vieira de Carvalho | Domiciana Vieira de Carvalho | Domiciana Vieira de Carvalho | Domiciana Vieira de Carvalho | Domiciana Vieira de Carvalho |               |               |
|  |  |  |  |                                  |                                  |                                  |                                  |                                  |                                  |                          |                          |                            |                            |                            |                            |                            |                            |                              |                              |                              |                              |                              |                              |               |               |
|  |  |  |  |                                  |                                  |                                  |                                  |                                  |                                  |                          |                          |                            |                            |                            |                            |                            |                            |                              |                              |                              |                              |                              |                              |               |               |
|  |  |  |  | Marcos Francisco de Araújo Costa | Marcos Francisco de Araújo Costa | Marcos Francisco de Araújo Costa | Marcos Francisco de Araújo Costa | Marcos Francisco de Araújo Costa | Marcos Francisco de Araújo Costa |                          |                          | Maria Rodrigues de Santana | Maria Rodrigues de Santana | Maria Rodrigues de Santana | Maria Rodrigues de Santana | Maria Rodrigues de Santana | Maria Rodrigues de Santana |                              |                              | (+ 15 filhos)                | (+ 15 filhos)                | (+ 15 filhos)                | (+ 15 filhos)                | (+ 15 filhos) | (+ 15 filhos) |
|  |  |  |  | Marcos Francisco de Araújo Costa | Marcos Francisco de Araújo Costa | Marcos Francisco de Araújo Costa | Marcos Francisco de Araújo Costa | Marcos Francisco de Araújo Costa | Marcos Francisco de Araújo Costa |                          |                          | Maria Rodrigues de Santana | Maria Rodrigues de Santana | Maria Rodrigues de Santana | Maria Rodrigues de Santana | Maria Rodrigues de Santana | Maria Rodrigues de Santana |                              |                              | (+ 15 filhos)                | (+ 15 filhos)                | (+ 15 filhos)                | (+ 15 filhos)                | (+ 15 filhos) | (+ 15 filhos) |
|  |  |  |  |                                  |                                  |                                  |                                  |                                  |                                  |                          |                          |                            |                            |                            |                            |                            |                            |                              |                              |                              |                              |                              |                              |               |               |
|  |  |  |  |                                  |                                  |                                  |                                  | Padre Marcos de Araújo Costa     |                                  |                          |                          |                            |                            |                            |                            |                            |                            |                              |                              |                              |                              |                              |                              |               |               |

No Século XVIII, seus ancestrais maternos fundaram o Arraial de Paulistas, nas ribeiras do Rio Canindé, e construíram uma capela na "Fazenda do Paulista", pertencente ao fidalgo português Dom Valério Coelho Rodrigues. A capela depois passou a ser chamada de Igreja Nossa Senhora dos Humildes.
Isso contribuí significativamente para o desenvolvimento da comunidade e o surgimento da povoação de Paulista, que depois foi transformada em freguesia e elevada à categoria de vila com o nome de Villa de Paulista. A denominação "Paulista" foi uma forma de homenagear a Província de São Paulo, que serviu de berço à família paterna da esposa de Dom Valério Coelho Rodrigues, Dona Domiciana Vieira de Carvalho, filha do paulista Hilário Vieira de Carvalho e neta de José Vieira de Carvalho, fundadores do Arraial de Paulistas no sudeste do Piauí, conforme esclarece o historiador Reginaldo Miranda da Silva.
O avô materno de Padre Marcos, Valério Coelho Rodrigues, nasceu em Portugal e morou a maior parte de sua vida na Fazenda do Paulista, atualmente município de Paulistana, Piauí. Ele foi um personagem importante no processo de colonização portuguesa no Piauí, em virtude de ter sido um dos desbravadores do interior do Estado, ao longo do Século XVIII.
Valério Coelho Rodrigues atuou como político, sendo eleito de pelouros diversas vezes para o senado da câmara de Oeiras. Entre 1754 e 1756, ele também ocupou o cargo de juiz ordinário na antiga capital da Capitania do Piauí. Em 1769, exerceu novamente o cargo de juiz ordinário de Oeiras. Em seguida, até o ano de 1771, ocupou os cargos reunidos de ouvidor-geral, provedor da real fazenda e dos defuntos e ausentes, capelas e resíduos da capitania, tendo sido indicado para mestre-de-campo do terço de infantaria auxiliar da guarnição do Piauí.